# Eufemiano
Eufemiano es el nombre artístico con el que en realidad se conoce a Eufemiano Sánchez Gómez (Marchena, provincia de Sevilla, 19 de septiembre de 1921-Madrid, 25 de noviembre de 1995), un pintor y grabador español. 
Se formó en Sevilla en la Escuela de Artes y Oficios y en la Escuela de Bellas Artes Santa Isabel de Hungría. Tras su etapa formativa se traslada a la Argentina en 1951, regresando a España en 1962 para afincarse de forma definitiva en Madrid. Tras una primera etapa de pintura más amable y costumbrista, se decantará en sus etapas de consolidación y madurez por la naturaleza muerta y el bodegón, dentro de la tradición de la pintura del Barroco español. Destacará además a lo largo de su vida como retratista. Cultivará también, en menor medida, la pintura de paisaje.

## Biografía

### Etapa de formación (Andalucía y Marruecos)
Nace el 19 de septiembre de 1921 en Marchena (Sevilla). Era el segundo de cuatro hermanos (Francisco, José María, Rosario y Fernando), y tras la prematura muerte de su madre, se traslada con su familia a Sevilla cuando tenía nueve años. Allí ingresa en la Escuela de Artes y Oficios a los doce años de edad, coincidiendo con artistas como Baldomero Romero Ressendi, con el que mantendrá una gran amistad durante toda su vida. Entre sus profesores estaba José María Labrador, de quien recibirá además clases particulares de dibujo junto a sus hermanos. 
Posteriormente continuará sus estudios artísticos en la Escuela de Bellas Artes de Santa Isabel de Hungría, donde ingresa en 1940, formando parte de su primera promoción. Eufemiano se matriculará en las asignaturas de Enseñanza General de Modelado e Historia del Arte. Entre la nómina de profesores de la Escuela destacan José María Labrador y sobre todo José Hernández Díaz, gran impulsor de la Escuela y siempre preocupado por el sustento económico de los alumnos. Por ello se encargó de buscar becas y bolsas de viaje para los alumnos de la Escuela, de las que el propio Eufemiano se va a beneficiar, ya que el claustro de profesores le concede uno de los Premio del Estado por una cantidad de 250 pesetas. Termina sus estudios en la Escuela de Bellas Artes en 1942. 
Sus estudios los complementaba con otras actividades. A los 17 o 18 años había entrado en la Congregación Mariana de “Los Luises” animado por un primo suyo. “Los Luises”, cómo se conocía popularmente, era una comunidad jesuita que practicaba una pedagogía activa de gran atractivo para los jóvenes, en la que se incluía desde actividades culturales y lúdicas hasta la realización de labores de tipo social o asistencial. Eufemiano recuerda las experiencias vividas a su paso por “Los Luises” como una etapa fundamental en su educación.
Su paso por el ejército también es importante para su formación personal y artística. Eufemiano realiza el servicio militar a través de las Milicias Universitarias, haciendo la instrucción en los períodos estivales en dos años, en el campamento de Las Chapas de Marbella (1943), donde se gradúa como sargento, y en Montejaque (1944). Tras graduarse como Alférez de complemento en su segundo año de instrucción, cumplirá el tiempo de servicio militar en el norte de África. 
Pasa en Marruecos todo el año de 1945 y gran parte de 1946, regresando a Sevilla en febrero de 1947. Visita Xauen, Tetuán y otros puntos del interior de Marruecos, en un viaje que él califica como el más bonito de su vida. Allí aprovecha para pintar los paisajes y gentes del Protectorado Español, desde donde envía obras a Sevilla para poder mantener a su familia. 
Ya de vuelta en Sevilla, continúa su labor pictórica y también pedagógica. Continúa participando en distintas exposiciones, en las que el éxito y las buenas críticas le llegan desde muy temprano. En noviembre de 1939 ya había expuesto en el Ateneo de Sevilla junto a José María Labrador, Juan Rodríguez Jaldón y Alfonso Grosso. En los años cuarenta toma parte de otras exposiciones en el Ateneo, Los Luises, la Sala Velázquez de Sevilla y distintas exposiciones de primavera organizadas por el Sindicato Español Universitario (SEU). Destaca entre ellas la exposición personal organizada por la Dirección General de Marruecos y Colonias en Madrid (1948). 
En cuanto a su labor pedagógica, que será una constante a lo largo de su vida (ya en 1945, en el Regimiento de Artillería n.º 5, había enseñado dibujo de paisajes a soldados que no habían dibujado nunca), destaca su labor de director de una escuela nocturna para obreros en Sevilla en 1948 y de profesor de dibujo y pintura en los Reales Alcázares de Sevilla en 1950.

### Etapa de consolidación (Argentina, 1951-1962)
Eufemiano se marchará a Buenos Aires en 1951. Comprometido ya en matrimonio con Eloísa Amillategui Trujillo, llegará solo al país suramericano para casarse allí por poderes, aunque la boda se celebró administrativamente en la ciudad de Sevilla. Su salida de España no es por motivos políticos ni como exiliado, sino voluntariamente por un deseo de libertad que no podía encontrar en España, pudiendo dar rienda suelta a la pulsión por el objeto humilde que había sido coartada en el ambiente sevillano. De hecho, será en la Argentina donde consolide esta temática que marcará la etapa madura y más característica de su carrera.
El hecho de contar con familiares en la Argentina facilita su entrada, cumpliendo con todos los requisitos administrativos exigidos por entonces. Será precisamente en las distintas representaciones diplomáticas españolas donde realice sus primeros y más fructíferos contactos, que le permitirán además desarrollar una provechosa carrera artística en la Argentina. En su estudio, situado en un edificio de estilo racionalista en Palermo Chico, se reunía con amigos así como con personalidades intelectuales y sociales una vez al mes, que se verán atraídas por la pintura de Eufemiano, comprando sus obras y encargando retratos. El estudio fue también un lugar y centro para la enseñanza, dando continuidad a la labor pedagógica que había ejercido también en Sevilla y que no abandonará nunca. Pero en la Argentina se dedica también a aprender: estudió psicología, asistiendo a cursos y conferencias, y asistió también a un curso de Sofrología en la Facultad de Medicina de la Universidad de Buenos Aires. 
La notoriedad que adquiere su pintura se materializa en su participación en distintas exposiciones individuales en diversas galerías y localidades de la geografía argentina: galerías Velázquez (1953, 1955, 1957, 1959) y Wildestein (1961) de Buenos Aires, así como la Galería Díez (1959) de Rosario de Santa Fe. Participó también en una exposición de pintores contemporáneos españoles en los Salones de Arte del Hotel Provincial de Mar del Plata en 1960. La prensa sevillana se hará eco del éxito de estas exposiciones.
Eufemiano recordará siempre con gran cariño su estancia argentina, donde había pasado por dolorosas vicisitudes como la muerte de su suegra, Eloísa Trujillo, el 12 de julio de 1959, pero también por acontecimientos tan felices como el nacimiento de dos de sus cuatro hijos: Eufemiano y Eloísa Sánchez Amillategui.

### Etapa de madurez (Madrid, 1962-1995)
En 1962 decide regresar a España, afincándose definitivamente en Madrid, con su Estudio en Paseo de la Castellana 123. No olvidará nunca su tierra andaluza, a la que regresa durante los períodos estivales para inundarse de la luz y color de Marbella, de la que se había enamorado en sus años de milicias universitarias. También pasará algunos veranos en Calpe, donde aprovecha para ejercitarse con la pintura de paisaje. Escogerá Madrid como residencia por la potencialidad de la capital, tanto para poder desarrollar su carrera como para las posibilidades de educación de sus hijos, sumándose a los anteriores dos madrileños: Fernando y Blanca. De no ser por ello, probablemente hubiera regresado al campo andaluz. De todas formas, supondrá un choque para él. En la Argentina se había forjado ya un nombre y una posición, y Madrid suponía una nueva lucha para abrirse camino en el ámbito pictórico. Poco a poco va consiguiendo abrirse paso, con diversas exposiciones en la Galería Quixote (1963, 1966) y la participación en la muestra “Four Spanish Painters” en Nueva York (1969). De febrero a mayo de 1964 sus obras recorren España de norte a sur en exposición itinerante organizada por el Instituto de Cultura Hispánica: La Coruña; Valladolid; Salamanca; Sevilla; Granada; Málaga.
Pero será el año de 1973 el que marcará un punto de inflexión en su carrera artística. En abril había recibido un homenaje de la Asociación de Sevillanos en Madrid, a la que asisten personalidades del mundo de la cultura e investigación artística como Diego Angulo. En ese mismo mes expone en el Museo Español de Arte Contemporáneo (“Eufemiano, formas expresivas de hoy”), que le abre las puertas para su participación en la XXI Exposición Internacional de Arte "Premio Fiorino" (Florencia). Eufemiano había sido seleccionado por la Dirección General de Relaciones Culturales del Ministerio de Asuntos Exteriores para formar parte de los artistas que habían de representar a España en la citada exposición. La obra que presenta, titulada "Autorretrato de hombre o Paloma" es premiada con la Medalla de Oro, siendo el primer artista español en conseguir este galardón. Dos años más tarde participará en la XIII Bienal de Sao Paolo.
Su ansia de aprendizaje le lleva a introducirse en el mundo del grabado, una técnica en la que destacaron dos de sus artistas de cabecera: Rembrandt y Goya. Por ello entre 1976 y 1979 estudia Grabado Calcográfico en la Escuela Superior de San Fernando. Al pasar este centro a ser Facultad Universitaria obtiene la licenciatura en Bellas Artes por la Universidad Complutense de Madrid. En 1977 participó en la exposición colectiva de los alumnos de la misma en el Club Urbis En 1980 se realizaría una segunda exposición antológica del taller de grabado Calcográfico de la Facultad de Bellas Artes, también en el Club Urbis, que se inaugura con una conferencia del propio Eufemiano sobre el tema “Rembrandt y Goya, pintores y grabadores”.
Como había hecho desde sus primeros años, continuó con su labor pedagógica transmitiendo sus conocimientos a alumnos del Círculo de Bellas Artes de Madrid (1980-1983; 1984-1989) y de la Gran Peña (1990-1995).
Falleció en Madrid en noviembre de 1995.

## Influencias y estilo
Eufemiano se mantendrá siempre dentro los límites de la pintura figurativa. Las primeras influencias que recibe provienen del luminismo de la pintura valenciana y sevillana, personalizadas en dos pintores como Sorolla y Gonzalo Bilbao. Estas influencias se reflejan en su etapa formativa, centrada en un tipo de pintura más amable que la que desarrollará posteriormente, tratando temas costumbristas que traslada incluso a su estancia en el protectorado español en Marruecos. 
En su etapa de consolidación y sobre todo en la de madurez, la influencia de la pintura barroca española, sobre todo del tenebrismo naturalista de los pintores españoles del primer tercio del Siglo de Oro español, se irá adueñando de su pintura. Dentro de la nómina de estos pintores Velázquez será su artista de cabecera, sin olvidar el claro influjo que también ejerció Zurbarán sobre Eufemiano. El espíritu realista tomado de la pintura española lo traslada sin embargo al lienzo con una técnica más cercana a los primitivos flamencos en cuanto a la nitidez del contorno y la precisión y pastosidad de la pincelada para recrear la materialidad del motivo pictórico. Dentro del influjo del arte del norte de Europa, hay que considerar también la devoción de Eufemiano por otro maestro del claroscuro como Rembrandt, con el que comparte el uso dramático de las luces y las sombras, la economía de colores y el juego con la textura de la pintura.

## Temática e iconografía
La iconografía más característica y peculiar de Eufemiano será la naturaleza muerta y el bodegón, pero también se dedicó a la pintura de retrato y de paisaje. 
En su etapa de formación destaca por una temática costumbrista, reflejando las gentes y tipos andaluces y marroquíes. En el retrato, la prensa ya destacaba su habilidad para la captación de la ternura infantil en sus retratos de niños. Los paisajes, influenciados por la pintura luminista de Sorolla, se centran en la captación de la poderosa luz meridional, como se ve en sus marinas y paisajes marroquíes.
Ya en la Argentina, donde se sentirá más cómodo para poder dar rienda suelta a su arte, se entregará ya decididamente a la iconografía que le acompañará hasta el final de sus días: la del objeto humilde que impregna sus naturalezas muertas y bodegones, en la más pura sobriedad y quietud de la tradición española. Una sobriedad que les otorga un aire trascendente que recuerda el ascetismo de los bodegones de Sánchez Cotán. Los motivos son los que tratará durante toda su vida artística posterior: libros, mandarinas, nueces, cerámicas, cestas de mimbre o cajones. Aparecen los paños zurbaranescos, de técnica precisa y rica en materia, huyendo del movimiento. Los paisajes de las tierras argentinas son amplios y sosegados, y sus retratos adquieren una gran elegancia.
En su etapa de madurez dará continuidad a los mismos motivos de naturaleza muerta, oscureciendo los fondos y acentuando los contrastes de luces y sombras. Pero añade en esta etapa un motivo que se convertirá en una serie fundamental en su obra: la armadura, en la que culmina su camino hacia una pintura táctil de pincelada pequeña, pastosa y minuciosa.

## Proyecto de investigación y difusión
Desde la muerte del pintor y en la actualidad, la Gerencia del Legado de Eufemiano en colaboración con la Fundación Solventia promueven un proyecto de investigación y difusión sobre la figura de Eufemiano, que se materializará en la futura publicación de su catálogo razonado. Esta labor se ha complementado con la organización de distintas exposiciones póstumas: “Homenaje a Eufemiano” (Sevilla y Jerez, 1996, Obra Cultural Caja San Fernando); “Eufemiano. Grabados y dibujos” (Marbella, 1998, Museo del Grabado Español Contemporáneo); "Retratos, autorretratos", exposición colectiva organizada por la Diputación Provincial de Málaga; “Eufemiano y Marchena. El pintor y su tierra” (Marchena, 2009, Sala Carrera); “Eufemiano” (Washington D. C., 2009, Pabellón Español del Solar Decathlon); “Eufemiano. Un maestro español en Argentina” (Buenos Aires, 2010, Museo de Arte Español Enrique Larreta).
El Excmo. Ayuntamiento de Marchena ha contribuido a esta labor, dedicándole una calle con su nombre en su casco antiguo en el año 2009.